# Южный Вайнштрассе
Южный Вайнштрассе (нем. Südliche Weinstraße) — район в Германии. Центр района — город Ландау. Район входит в землю Рейнланд-Пфальц. Занимает площадь 639,89 км². Население — 110 783 чел. Плотность населения — 173 человека/км².
Официальный код района — 07 3 37.
Район подразделяется на 75 общин.

## Города и общины
Управление Анвайлер-на-Трифельсе
1. Альберсвайлер (1 979)
2. Анвайлер-на-Трифельсе (7 178)
3. Дернбах (488)
4. Ойссерталь (937)
5. Госсерсвайлер-Штайн (1 468)
6. Мюнхвайлер-на-Клингбахе (221)
7. Рамберг (1 015)
8. Ринталь (686)
9. Зильц (821)
10. Фёлькерсвайлер (643)
11. Вальдхамбах (345)
12. Вальдрорбах (409)
13. Вернерсберг (1 140)

Управление Бад-Бергцаберн
1. Бад-Бергцаберн (8 011)
2. Барбельрот (594)
3. Биркенхёрдт (690)
4. Бёлленборн (282)
5. Дирбах (564)
6. Дёрренбах (977)
7. Глайсцеллен-Глайсхорбах (820)
8. Хергерсвайлер (220)
9. Капеллен-Друсвайлер (952)
10. Капсвайер (1 029)
11. Клингенмюнстер (2 327)
12. Нидерхорбах (500)
13. Нидероттербах (322)
14. Оберхаузен (444)
15. Обероттербах (1 283)
16. Обершлеттенбах (144)
17. Плайсвайлер-Оберхофен (830)
18. Швайген-Рехтенбах (1 459)
19. Швайгхофен (567)
20. Штайнфельд (1 944)
21. Фордервайденталь (654)

Управление Эденкобен
1. Альтдорф (746)
2. Бёбинген (659)
3. Бурвайлер (876)
4. Эденкобен (6 787)
5. Эдесхайм (2 326)
6. Флемлинген (420)
7. Фраймерсхайм (976)
8. Глайсвайлер (558)
9. Гоммерсхайм (1 294)
10. Гросфишлинген (666)
11. Хайнфельд (743)
12. Клайнфишлинген (300)
13. Родт-под-Ритбургом (1 117)
14. Рошбах (826)
15. Феннинген (971)
16. Вайер (550)

Управление Херксхайм
1. Херксхайм-Ландау (10 435)
2. Херксхаймвейхер (485)
3. Инсхайм (2 212)
4. Рорбах (1 702)

Управление Ландау-Ланд
1. Биллигхайм-Ингенхайм (3 978)
2. Бирквайлер (719)
3. Бёхинген (780)
4. Эшбах (708)
5. Франквайлер (912)
6. Гёклинген (952)
7. Хойхельхайм-Клинген (922)
8. Ильбесхайм-Ландау (1 222)
9. Импфлинген (817)
10. Кнёринген (465)
11. Лайнсвайлер (417)
12. Раншбах (664)
13. Зибельдинген (1 067)
14. Вальсхайм (531)

Управление Майкаммер
1. Кирвайлер (2 057)
2. Майкаммер (4 092)
3. Санкт-Мартин (1 857)

Управление Оффенбах-на-Квайхе
1. Борнхайм (1 267)
2. Эссинген (2 041)
3. Хокстадт (2 500)
4. Оффенбах-на-Квайхе (6 019)